# Hippocrepis minor
Hippocrepis minor là một loài thực vật có hoa trong họ Đậu. Loài này được Munby miêu tả khoa học đầu tiên.